# Харпо Маркс
Артър Адолф Маркс (на английски: Arthur Adolph Marx), известен повече като Харпо Маркс (на английски: Harpo Marx), е американски комик, вторият по възраст от братята Маркс.
Актьорският му стил е повлиян от традициите в клоунадата и пантомимата. Има няколко запазени марки: носи къдрава червена перука, никога не говори по време на представления (надува свирка или натиска бибипка, за да комуникира), често използва различен реквизит (например бастун с вграден рог) и свири на арфа.